# International Journal of Geometry
International Journal of Geometry ist eine kostenlose peer-reviewte mathematische  Fachzeitschrift im Bereich der klassischen euklidischen Geometrie, nichteuklidischen Geometrie und diskreten Geometrie.
Sie wurde 2012 gegründet und wird zweimal jährlich vom Fachbereich Mathematik des National College Vasile Alecsandri in Bacău (Rumänien) veröffentlicht. Die Fachzeitschrift wird unter anderen vom Zentralblatt MATH, Mathematical Reviews, die Electronic Journals Library und Ebsco indexiert.